# Valverde de Leganés
Valverde de Leganés (extremadurai nyelven Val-Verdi de Leganés) község Spanyolországban, Badajoz tartományban. Valverde de Leganés Badajoz és Olivenza községekkel határos. Lakosainak száma 4218 fő (2024).

## Népesség
A település népessége az utóbbi években az alábbiak szerint változott:
| Lakosok száma | 3789 | 3837 | 3959 | 4155 | 4199 | 4193 | 4202 | 4159 | 4157 | 4218 |
|               | 2001 | 2004 | 2006 | 2009 | 2011 | 2014 | 2016 | 2019 | 2021 | 2024 |